# Задача одной плитки
Задача одной плитки (англ. einstein problem) — решённая геометрическая проблема поиска одной протоплитки, которая образует непериодическое множество плиток, то есть фигуры, копиями которой можно замостить плоскость, но только непериодичным способом.

## Предыстория
Задачу одной плитки можно рассматривать как естественное продолжение второй части восемнадцатой проблемы Гильберта, в которой был задан вопрос о таком многограннике, копиями которого можно заполнить трёхмерное евклидово пространство, причём никакое заполнение пространства копиями этого многогранника не должно быть изоэдральным. Такие неизоэдральные тела были найдены Карлом Райнхардом в 1928 году, но эти тела заполняют пространство периодическим образом.
В 1960-е годы логик Ван Хао рассмотрел проблему замощения плоскости квадратами с раскрашенными рёбрами (плитки Вана): имея фиксированный набор таких квадратов (без поворотов и отражений), можно ли замостить ими плоскость так, чтобы квадраты соприкасались рёбрами одинакового цвета? Ван заметил, что если эта проблема алгоритмически неразрешима, то существует апериодический набор плиток Вана.
В 1966 году Роберт Бергер доказал, что проблема Вана алгоритмически неразрешима и нашел апериодический набор плиток Вана, состоящий из 20 426 плиток. В дальнейшем были найдены апериодические наборы из меньшего числа плиток: позже Бергер сократил свой набор до 104; Ганс Лойхли впоследствии нашел апериодический набор, требующий всего 40 плиток Вана; в 1996 году Карел Чулик нашел набор из 13 плиток Вана. Наконец, в 2015 году Э. Жанделем и М. Рао был найден набор из 11 плиток, и было доказано, что для плиток Вана это минимально возможный апериодический набор.
В 1971 году Рафаэль М. Робинсон обнаружил апериодический набор состоящий из шести плиток, отличных от плиток Вана.
В 1973 году Роджер Пенроуз открыл плитки Пенроуза, уменьшив минимальное количество плиток, необходимых для непериодического замощения плоскости, до двух. 
Вопрос о существовании апериодического набора, состоящего только из одной протоплитки, долгое время оставался открытым.

## Частичные решения

Плитка Соколара — Тейлор, несвязное решение задачи одной плитки.

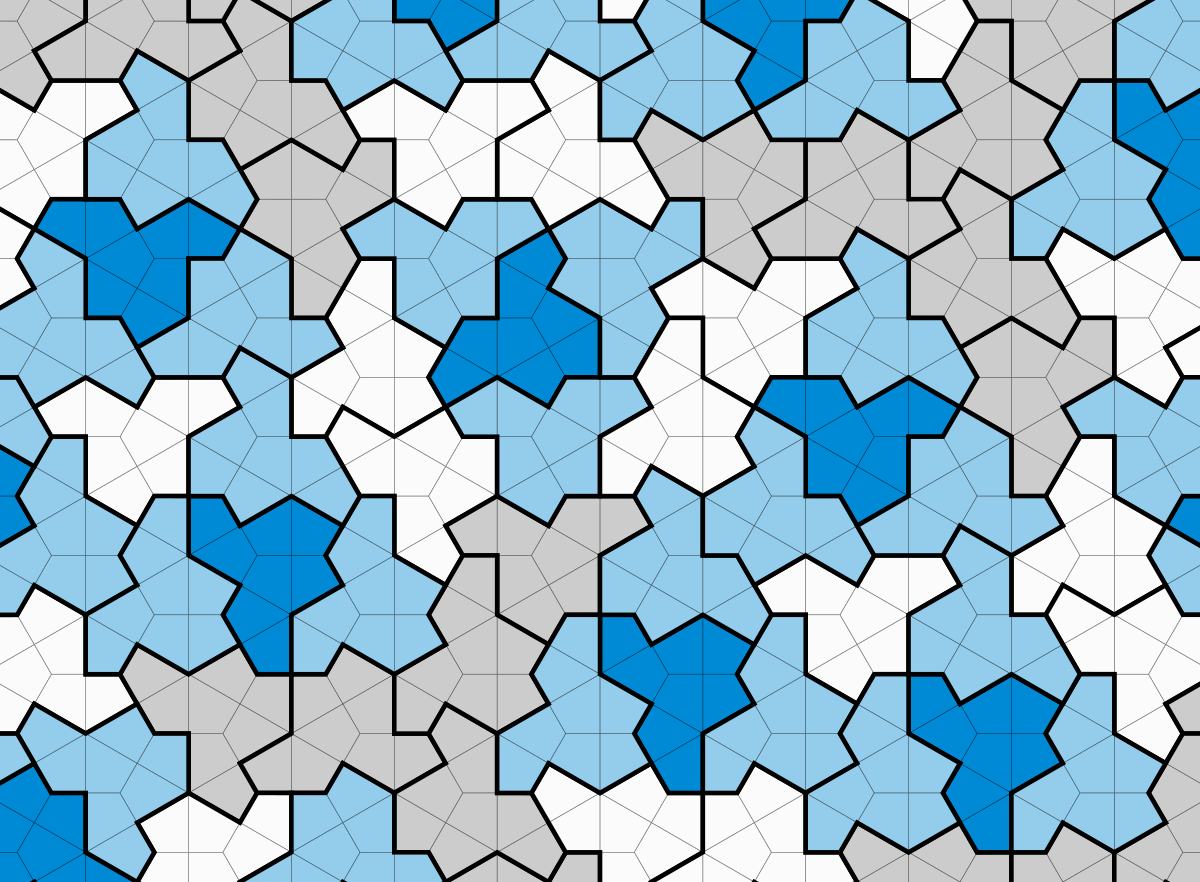
Непериодическое замощение плоскости плиткой в форме «Шляпы»

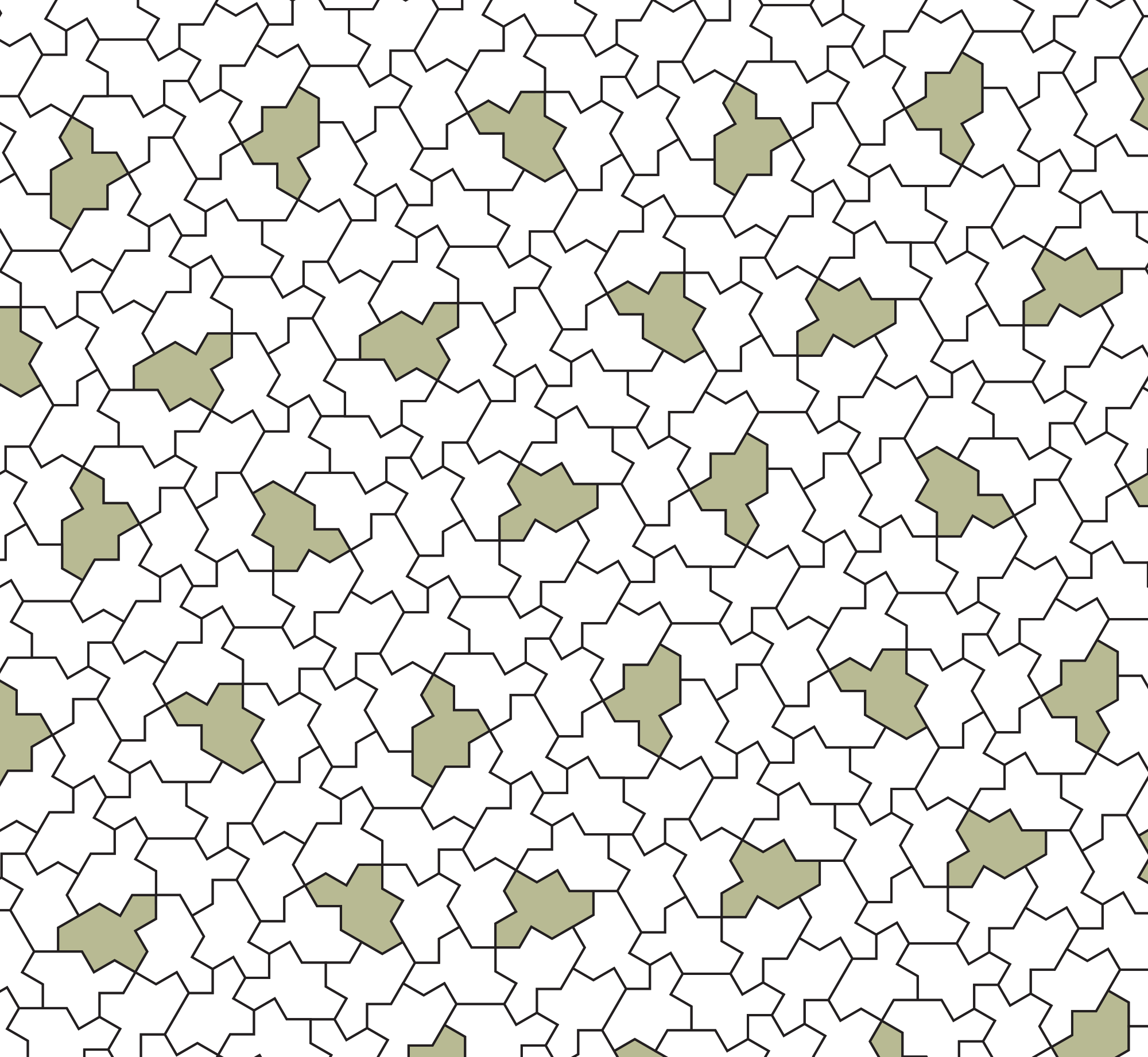
Непериодическое замощение плоскости плиткой, которая при небольшой модификации становится «Привидением»

В 1988 году Петер Шмитт обнаружил непериодическую протоплитку для трёхмерного евклидова пространства. Хотя никакое заполнение этим телом не допускает параллельный перенос, некоторые заполнения имеют винтовую симметрию. Эта операция винтовой симметрии представляет собой композицию параллельного переноса и вращения на угол, несоизмеримый с π, так что никакое число повторений этих операций не приведёт к простому параллельному переносу. Эта конструкция была позднее использована Джоном Конвеем и Людвигом Данцером для построения выпуклой непериодической плитки, плитки Шмитта — Конвея — Данцера. Наличие винтовой симметрии явилось следствием требования непериодичности. Хаим Гудман-Штраусс предложил считать мозаики строго апериодичными, если для них не существует бесконечной циклической группы движений евклидова пространства, являющихся симметриями мозаики, и называть строго апериодичными только те наборы плиток, которые приводят к строго апериодичным мозаикам, остальные наборы плиток тогда называются слабо апериодичными.
В 1996 году Петра Гуммельт построила десятиугольную плитку с рисунком и показала, что при разрешении двух типов перекрытия пар плиток ими можно замостить плоскость, причём только апериодичным образом. Обычно под мозаикой понимается заполнение без перекрытия, так что плитку Гуммельт нельзя считать апериодической протоплиткой. 
В начале 2010-х годов Джошуа Соколар и Джоан Тейлор предложили апериодическое множество плиток на евклидовой плоскости, которое состоит только из одной плитки. Конструкция плитки Соколара — Тейлор включает правила соединения, правила, ограничивающие относительную ориентацию двух плиток, и правила соединения рисунков на плитках, и эти правила применяются к парам несмежных плиток. Можно использовать плитки без рисунков и без правил ориентации, но тогда плитки не будут связными. Построение можно распространить на трёхмерное пространство с использованием связных плиток и без правил соединения, но эти плитки могут быть выложены с периодичностью в одном направлении, так что это лишь слабо непериодическая мозаика. Более того, плитки не односвязны.

## Полное решение

### «Шляпа»
В 2022 году математик-любитель Дэвид Смит обнаружил плитку в форме 13-угольной «шляпы» (англ. hat), состоящую из восьми копий дельтоида с углами 60°–90°–120°–90°, склеенных встык, которые, как казалось, могли непериодически замощать плоскость. Смит обратился за помощью к профессиональным математикам Дж. С. Майерсу, К. С. Каплану и Х. Гудман-Штрауссу, и в 2023 году они совместно опубликовали доказательство, что «шляпа» вместе с её зеркальным отражением образуют набор плиток, который замощает плоскость исключительно непериодически, что является решением задачи одной плитки. Более того, они нашли целое семейство протоплиток с таким свойством.

### «Привидение»
Найденное решение плиткой «шляпа» (как и всё бесконечное семейство плиток Смита—Майерса—Каплана—Гудман-Штраусса) имело один недостаток: для замощения плоскости некоторые плитки требовали переворота. Если запретить переворот, то в замощении участвовали две разные плитки, являющиеся зеркальным отражением друг друга, что не позволяло назвать решение задачи одной плитки в полной мере окончательным. Однако вскоре Смит с соавторами опубликовали описание ещё одной плитки, устранив этот недостаток. Их новая плитка, названная «привидением» (англ. spectre), допускает только апериодическое замощение плоскости без использования зеркально отражённой плитки, и тем самым окончательно решает задачу одной плитки.

## Название задачи
Ещё до того, как была найдена фигура, решающая задачу одной плитки, в источниках на английском языке называли такую гипотетическую фигуру «einstein» — это игра слов: нем. ein stein означает «один камень», и так же записывается фамилия Альберта Эйнштейна.